# Francisco Ruano
Francisco Ruano Carriedo (Madrid, 1864-Madrid, 1946) fue un abogado, periodista y funcionario del Ayuntamiento de Madrid.

## Biografía
En su juventud trabajó de pasante en el bufete de Francisco Pi i Margall y ejerció también el periodismo, formando parte de la redacción de El Liberal (1879-1939) hasta que ingresó como funcionario en el Ayuntamiento de Madrid.
En 1892 fue nombrado Secretario Municipal, cargo que desempeñaría durante treinta y siete años, en una etapa en que los alcaldes permanecían poco tiempo en el cargo, lo que permitió la continuidad administrativa de su gestión, desde donde apoyaría decisivamente la cultura municipal. Por mencionar algunas actuaciones relevantes: crea la Biblioteca Musical, la Escuela de Cerámica, las Bibliotecas Circulantes y de Jardines, el Servicio de Investigación Prehistórica, la Revista de la Biblioteca, Archivo y Museo, planea el Instituto Bibliográfico, proyecta un nuevo edificio para la Imprenta Municipal y su empresa más directa, la apertura de la Hemeroteca Municipal que se complacía en visitar a diario.
Su preocupación por la conservación del patrimonio arquitectónico de la ciudad le llevó a favorecer actuaciones como las dedicadas a la reforma del Teatro Español, la salvación del edificio del Antiguo Hospicio y la Casa Cisneros que serían destinados a usos municipales.
Fue galardonado con la Gran Cruz de Isabel La Católica (1915), la Medalla de Plata del Trabajo, (1930) y la Medalla de Oro de la Villa de Madrid (1936 y 1945).
En la actualidad un colegio de la ciudad de Madrid lleva su nombre. En la Hemeroteca Municipal de Madrid, un retrato y una placa conmemorativa, recuerdan su fundación por iniciativa suya.